# Mika Vesterinen
Mika Vesterinen   (Chertsey, 10 de maig de 1984) és un físic de partícules anglès que va destacar com a pilot de trial abans de dedicar-se professionalment a la física. L'any 2000 va guanyar el campionat d'Europa juvenil en la categoria de 250 cc i el 2004 fou tercer al campionat del món juvenil. El 2006 va abandonar definitivament la competició, tot i que fins al 2009 va estar compaginant la seva activitat laboral com a físic al laboratori Fermilab (prop de Chicago, EUA) amb la participació en espectacles de trial acrobàtic amb altres pilots britànics, com ara Shaun Morris. Actualment treballa com a investigador a la Universitat de Warwick.
Mika Vesterinen és fill del tres vegades Campió del Món de trial Yrjö Vesterinen, un finlandès establert al Regne Unit de fa anys.